# ايروفيستا
إيروفيستا هي شركة تقدم خدمات تأجير الطائرات والتجارة وإدارة الأصول، يقع مقرها الرئيسي في دبي في دولة الإمارات العربية المتحدة.

## نبذة
تأسست شركة ايروفيستا عام 1999، عملت مع شركات الطيران الإقليمية والمحلية في أسواق رابطة الدول المستقلة والشرق الأوسط وأفريقيا  والأسواق الآسيوية والأوروبية. توفر شركة ايروفيستا خدمات التأجير وإدارة الأصول ومبيعات الطائرات وتأجير الطائرات للعملاء في الأسواق الناشئة، وتمتلك أيضًا شركات أخرى ذات صلة بالطيران كشركة Fly2Sky Airlines و Aerovista Engineering، و 3Green DWC (شركة لدعم العمليات والاستشارات).

## الأسطول الحالي والسابق

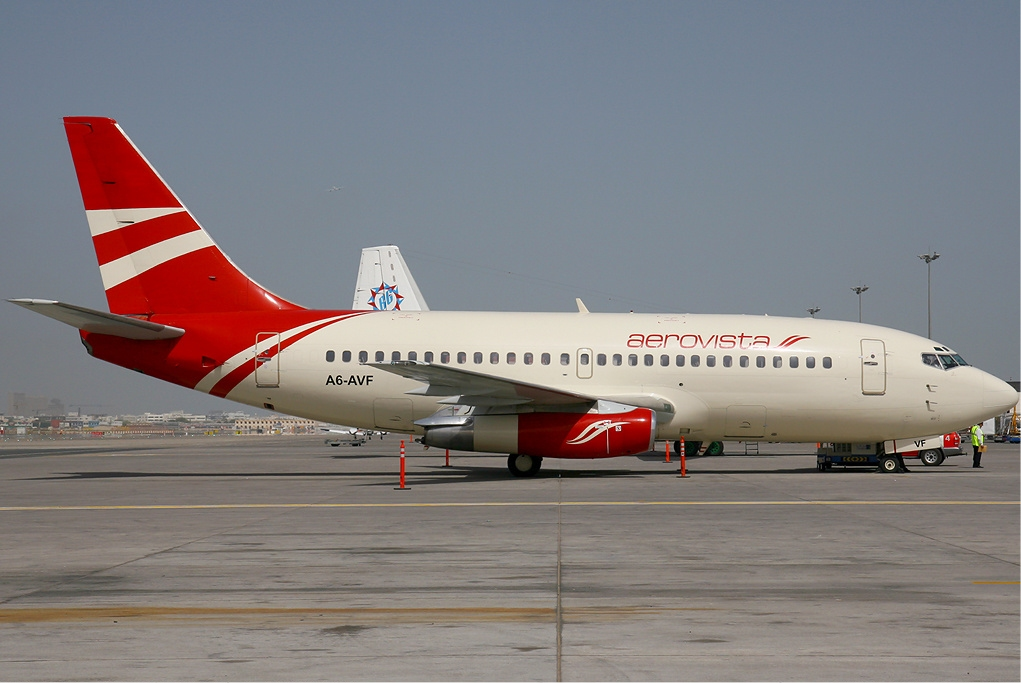
طائرة ايروفيستا بوينج 737-200 (خارجة عن الخدمة اليوم)

يضم أسطول أيروفيستا الطائرات التالية (ديسمبر 2022): 
- 3 طائرات من طراز ايرباص A320-200
- طائرتين من طراز ايرباص A321-200

تضمن أسطول إيروفيستا السابق الطائرات التالية: 
- 3 طائرات من طراز بوينج 737-300
- طائرتين من طراز بوينغ 737-500
- طائرة واحدة من طراز امبراير إي آر جي 145
- طائرة واحدة من طراز دع L-410 توربولت
- طائرة واحدة من طراز أتر 72
- طائرة واحدة من طراز بيتشكرافت كينغ إير 350